# Корнь (Галац)
Корнь, Корні (рум. Corni) — село у повіті Галац в Румунії. Входить до складу комуни Корнь.
Село розташоване на відстані 206 км на північний схід від Бухареста, 51 км на північ від Галаца, 145 км на південь від Ясс.

## Населення
За даними перепису населення 2002 року у селі проживали 974 особи, усі — румуни. Усі жителі села рідною мовою назвали румунську.